# Dan Signer
Dan Signer é um realizador/produtor e também escritor, americano/canadiano.
Criou a série A.N.T FARM da Disney Channel, Some Assembly Required da YTV e Mr. Young da YTV.